# Herren von Handschuhsheim

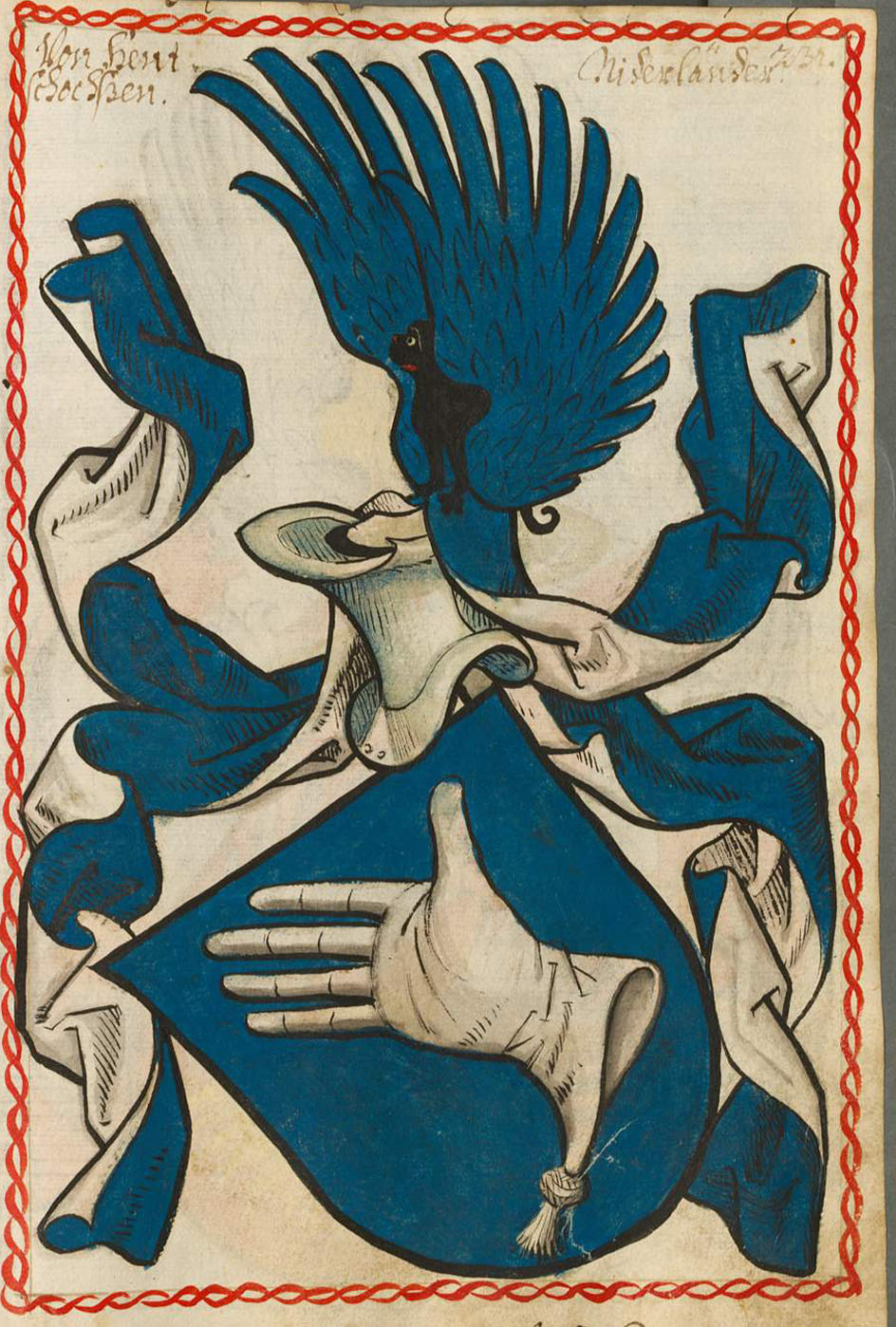
Wappen der Herren von Handschuhsheim

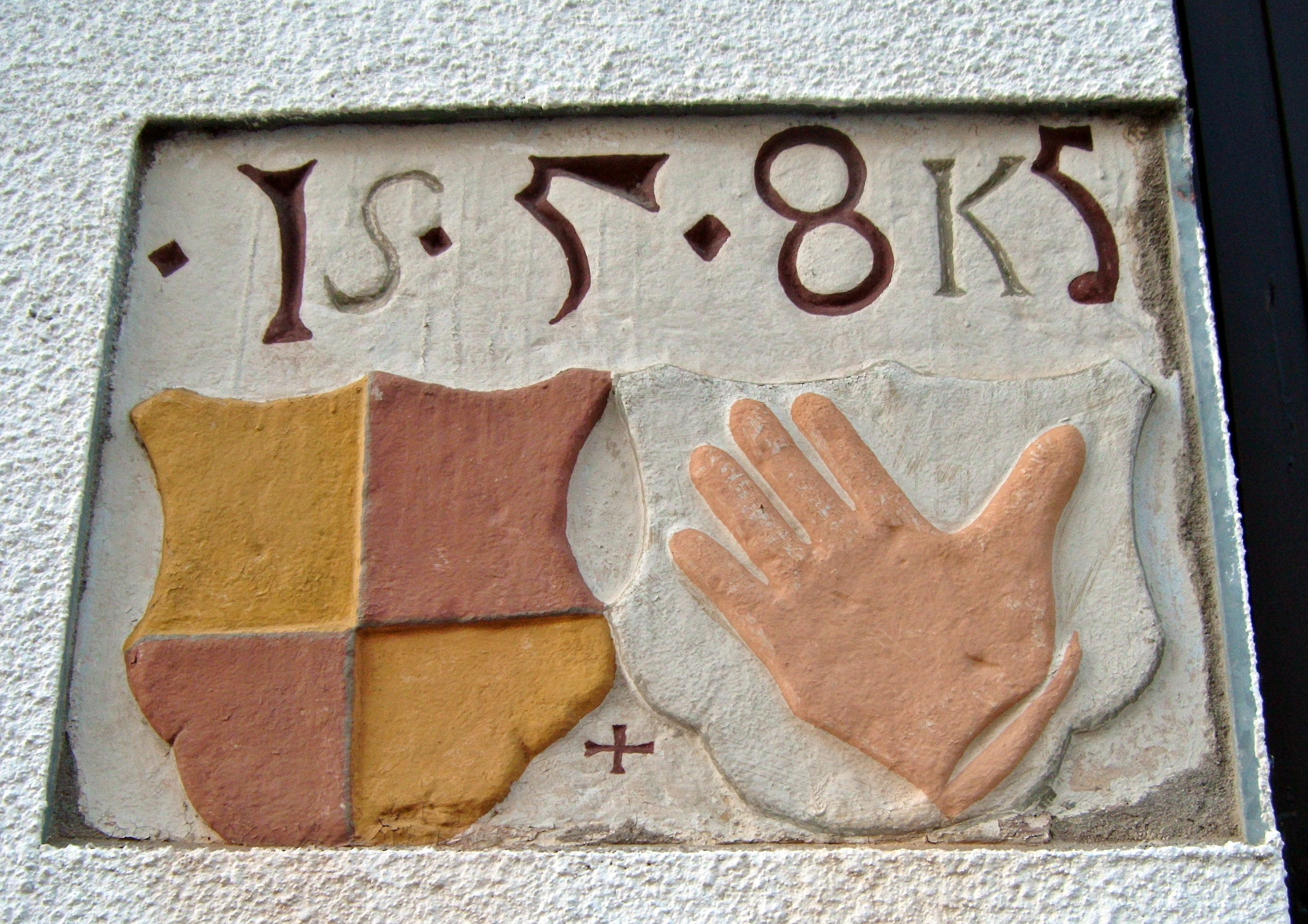
Lambsheim, Hinterstraße 11, Wappenstein Leyser von Lambsheim und Herren von Handschuhsheim, 1585 (falsche Tinkturen)

Die Herren von Handschuhsheim waren ein mittelalterliches Ministerialengeschlecht, das nach seinem Sitz in Handschuhsheim (heute Stadtteil von Heidelberg) benannt wurde.

## Geschichte
Die Herkunft der Herren von Handschuhsheim liegt weitgehend im Dunkel der Geschichte. Die frühesten Herren von Handschuhsheim entstammten vermutlich der Familie der Ingrame, deren Geschichte 1130 mit dem Lorscher Ministerialen Rumhardus beginnt, dessen Nachkommen in die Ministerialität der Pfalzgrafen wechselten. Von ihm stammt Ingram von Handschuhsheim ab, der 1363 Burggraf in Alzey war. Die Linie der Ingrame endet mit dessen Sohn Ingram von Wieblingen, der 1393 belegt ist.
Wie die Ingrame kamen auch die Swigger aus der Lorscher Ministerialität und wechselten 1195 zu den Pfalzgrafen. Von 1219 bis 1229 wird ein Swigger miles de Hendschuchsheim erwähnt. Ein weiterer Swigger war 1293 bis 1316 Vogt in Dossenheim. Dessen vermutlicher Bruder Dieter (erwähnt 1293) ist der älteste lückenlos nachweisbare Stammvater der Ministerialenfamilie.
Die Herren von Handschuhsheim hatten ihren Stammsitz in der Handschuhsheimer Tiefburg. Sie übten dort aber keine Ortsherrschaft aus, denn diese lag bei den Herren von Schauenburg in Dossenheim. Als Grablege diente die Handschuhsheimer St.-Vitus-Kirche, wo sich etliche künstlerisch bedeutende Grabmäler erhalten haben.
Die bedeutendsten Vertreter der Herren von Handschuhsheim waren Dieter von Handschuhsheim, 1338 bis 1345 Hofmeister König Ludwigs des Bayern, sowie sein gleichnamiger Enkel Dieter, der 1393 pfälzischer Hofmeister war, worin ihm ebenfalls ein Enkel nachfolgte. Erasmus von Handschuhsheim war 1567 Stadtschultheiß in Heidelberg.
Die Familie starb im Jahr 1600 mit dem erst 16-jährigen (Johann V.) Hans von Handschuhsheim aus, der bei einem Duell mit seinem Vetter Friedrich III. von Hirschhorn tödliche Verletzungen erlitten hatte.

## Stammliste des Hauses Handschuhsheim
- Diether von Handschuhsheim, 1338 bis 1345 Hofmeister König Ludwigs des Bayern
  - Heinrichs von Handschuhsheim, († 1376)
    - Heinrich III von Handschuchsheim (+ um 1418)
      - Diether von Handschuhsheim († 1487) ⚭ Margarethe von Frankenstein († 1483)
        - Margarethe von Handschuhsheim († 1509) ⚭ Hans von Ingelheim († 1517)
          - Erasmus von Handschuhsheim war 1567 Stadtschultheiß in Heidelberg.
            - Heinrich von Handschuhsheim († 1588) ⚭ Amale Beusser von Ingelheim († um 1622)
              - (Johann V.) Hans von Handschuhsheim (1584 - † 1600)